# Onderweg naar later
Onderweg naar Later is een single van Suzan & Freek uit 2021. Het stond in hetzelfde jaar als vijfde track op het album Dromen in kleur.

## Achtergrond
Onderweg naar later is geschreven door Arno Krabman, Léon Palmen, Freek Rikkerink en Suzan Stortelder en geproduceerd door Krabman. Het is een nederpoplied waarin de liedvertellers zingen over het her ontmoeten van iemand die ze lang niet meer hebben gezien. Het is een up-tempo lied, waarvoor bewust door de artiesten is gekozen, zodat het goed bij de zomer paste. Het lied werd immers in juli van 2021 uitgebracht.

## Hitnoteringen
Het muziekduo had enig succes met het lied in Nederland en België. In de 29 weken dat het in de Nederlandse Single Top 100 te vinden was, piekte het op de 8e plaats. Het kwam tot de tiende plek in de Nederlandse Top 40, waarin het in totaal veertien weken stond. De piekpositie in de Vlaamse Ultratop 50 was de 36e plek. Het stond negen weken in deze hitlijst.

### NPO Radio 2 Top 2000
| Nummer met noteringen in de NPO Radio 2 Top 2000 | '22  | '23  |
| ------------------------------------------------ | ---- | ---- |
| Onderweg naar later                              | 1120 | 1620 |

1. ↑  Een vetgedrukt getal geeft de hoogste notering aan.
2. ↑  2022 was het eerste jaar met een notering voor dit nummer.
3. ↑  Deze tabel is bijgewerkt tot en met de laatste editie (2024).